# La Farigoleta
La Farigoleta és una masia al sud del terme de Calldetenes (Osona) inclosa en l'Inventari del Patrimoni Arquitectònic de Catalunya. Aquesta masoveria la trobem registrada en el Nomenclàtor de la província de Barcelona de l'any 1860 com a "masia de labranza".
Petita masia que presenta diverses etapes constructives. La primitiva era de planta rectangular, gairebé tota la tàpia, constava de planta i pis. El carener és perpendicular a la façana que mira a migdia. El cos de davant, annexionat el 1920, és més elevat, té golfes, i presenta un portal còncau com la resta d'obertures que són dues finestres a la planta, dues obertures que corresponen a una galeria central i un balconet a cada costat. A les golfes hi ha una obertura en forma de creu. A ponent hi ha un cos de planta adossat a la part posterior de la casa i al cos antic hi ha diverses obertures. A ponent hi ha un altre cos destinat a dependències agrícoles i un cobert de construcció recent.
A l'interior de la casa s'hi conserva una cisterna que abans es trobava davant la façana primitiva. Al sud, davant de l'antiga era, n'hi ha una altra.